# Crepis juvenalis
Crepis juvenalis là một loài thực vật có hoa trong họ Cúc. Loài này được (Delile) Babc. mô tả khoa học đầu tiên.